# Nam Kỳ lục tỉnh địa dư chí

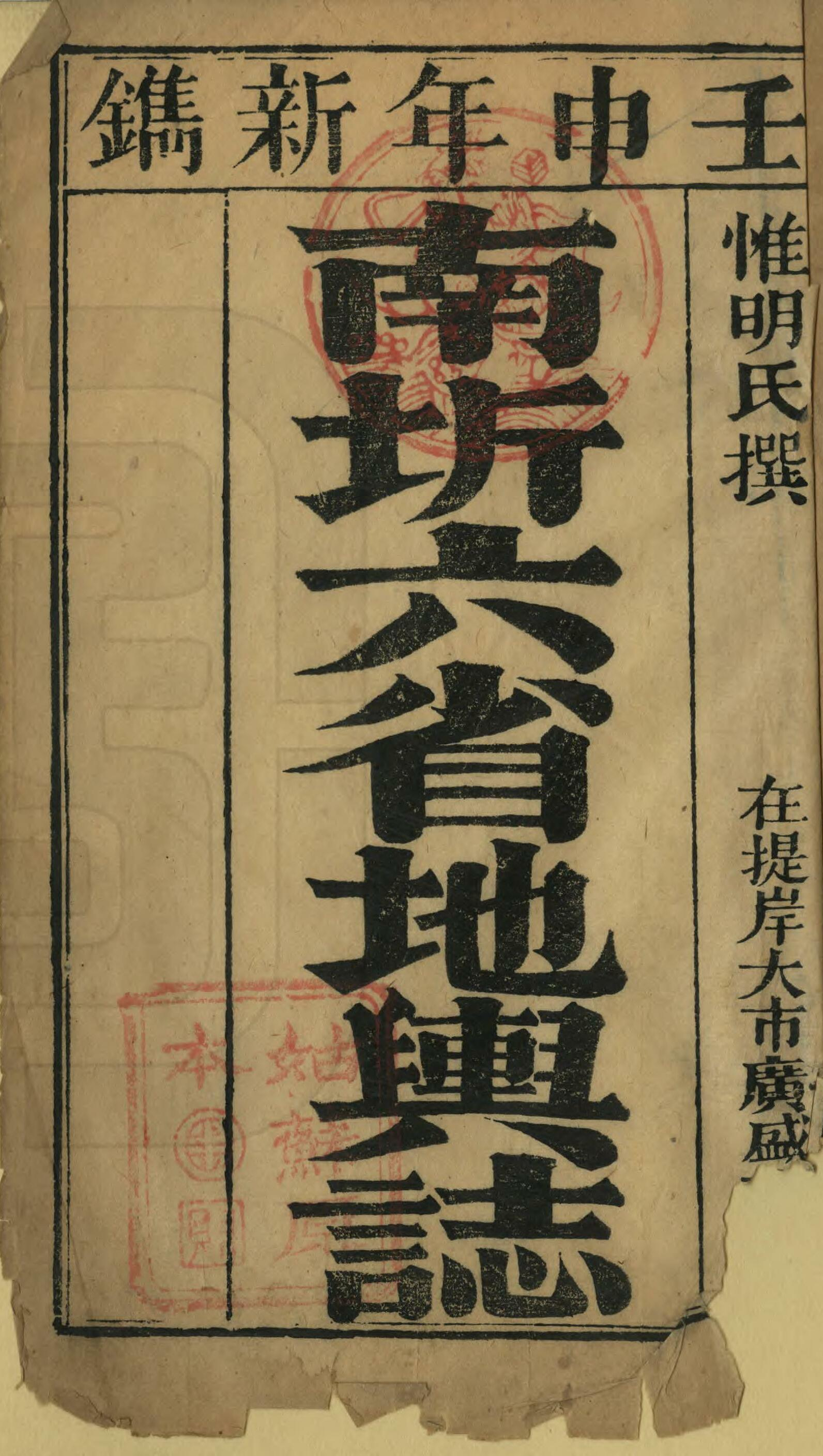
Bìa sách Nam Kỳ lục tỉnh địa dư chí.

Nam Kỳ lục tỉnh địa dư chí (chữ Hán: 南圻六省地輿誌), còn có tên gọi khác là Nam Kỳ địa dư chí (南圻地輿誌), là bộ địa phương chí viết bằng chữ Hán được biên soạn vào thời kỳ đầu của Nam Kỳ thuộc Pháp. Tác giả là Duy Minh Thị, tên thật là Trần Quang Quang.
Nam Kỳ lục tỉnh địa dư chí được xuất bản vào năm Nhâm Thân (1872), mà lúc đó Pháp đã chiếm đóng toàn bộ Nam Kỳ Lục tỉnh của nhà Nguyễn. Trong lời tựa, tác giả gọi nước Pháp là "tân triều" và viết rằng: "Dưới sự cai quản của tân triều, phong tục và cảnh quan nơi đây đều đã thay đổi hoàn toàn."
Phần nội dung chính được sắp xếp theo đơn vị hành chính thời Nguyễn, bao gồm: địa hình, ranh giới, núi sông, cảng biển, đường trạm, sản vật, sự thay đổi địa danh, v.v... Ngoài ra, ở đầu mỗi trang đều có ghi chú về các cơ quan thanh tra do thực dân Pháp lập ra tại các địa phương Nam Kỳ gọi là "sở tham biện".